# 運動畫刊

第一期的運動畫刊發行於1954年8月16日，封面是密爾瓦基勇士球星艾迪·馬修斯進行打擊

運動畫刊（英語：Sports Illustrated）是由Authentic Brands所擁有的美國體育週刊。擁有超過300萬的訂戶，每個禮拜2300萬成人的閱讀量，在美國包括超過1300萬、19%的男性。是第一個獲得美國國家雜誌獎的卓越表現獎兩次的雜誌中，超過百萬流通量的。
它的泳裝特刊（Swimsuit Issue），從1964年發行以來，已變成年度的活動，發行自己的電視節目、影視產品以及月曆。
2019年8月12日貝萊德旗下私募基金“長期私募資本”（長期私人資本）完成了首筆投資，以8.75億美元收購Authentic Brands約30％股份，成為該公司最大股東。Authentic Brands是一家品牌管理公司，旗下擁有50多個體育，娛樂，服裝和消費品牌，包括運動畫刊，Aeropastale，Juicy Couture，Herve Leger，Nine West，Spyder和Frye等。

## 歷史
早在1930及1940年代，美國即各出現過一個名稱也是《運動畫刊》的雜誌，但都很快就失敗收場。因此，當時美國並沒有一本全國性的運動雜誌。《時代》雜誌創辦人亨利·魯斯注意到這個現象，考慮填補這個空白。但當時許多人認為運動是在嚴肅的新聞事業之下，並且不認為光是運動內容足以填滿一本雜誌，特別是在冬天的時候。魯斯收到許多意見，其中包括《生活》雜誌的厄爾斯特·海夫曼，都嘗試阻止這個計畫，但本身不是運動迷的魯斯卻在這個時間點作了正確的決定。
1954年8月16日，《運動畫刊》創刊號發行，但初期公司營運相當困難，連續12年都未能獲利。直到1970年代，在執行總編安德魯·拉蓋爾的帶領下，情勢才扭轉過來。拉蓋爾原本是《時代》雜誌的一位歐洲記者，後來成為時代－生活新聞社派駐巴黎與倫敦的首席代表。由於他為1956年科爾蒂納丹佩佐冬季奧林匹克運動會製作了一個傑出的雜誌封面，吸引了亨利·魯斯的注意，而那個封面後來就變成《運動畫刊》報導該項比賽的設計核心。
當年5月，亨利·魯斯邀他到紐約，擔任雜誌的助理總編。1960年，拉蓋爾被任命為執行總編。他建立一套部門編輯制度、重新設計內部格式，並引入前所未見的全彩圖片週末體育賽事報導，因而將發行量增加了一倍以上。他也是第一批看出美式足球的全國性商業前景的人之一。
拉蓋爾也是年度泳裝特刊的概念開創者之一，該特刊在1964年首次發行以後，快速成為該雜誌每年度的熱門議題。

### 創新
從一開始，《運動畫刊》就推出許多今天已被視為理所當然的創新設計：
- 大量使用彩色照片——雖然六個星期的前置時間意味著無法作及時性報導
- 球探報告——包括職業棒球世界大賽和大學美式足球元旦盃賽的預測報導，增加電視轉播比賽的可看性
- 擁有像羅伯特·克里默、德克斯·毛爾、丹·傑金斯等專欄作家的深度運動報導
- 擁有像羅伯特·萊格等藝術家所設計的高水準插圖
- 高中美式足球每月最佳運動員獎項
- 雜誌內頁的運動卡插頁

## 年度最佳運動員
自1954年創刊以來，《運動畫刊》每年均頒發「年度最佳運動員獎」給「當年最的表現最能體現運動精神與成就的運動員或團隊」。首次獲得這項殊榮的是田徑運動員羅傑·班尼斯特，他以3分59秒4打破一英里賽跑的世界紀錄，而這也是人類史上在該項目首次跑進4分鐘以內。
德魯·布里斯是2010年的年度最佳運動員，他帶領紐奧良聖徒隊贏得2009年球季的美式足球超級盃。德瑞克·基特是2010年的年度最佳運動員，他以美國聯盟季賽0.334打擊率、游擊手銀棒獎及金手套獎得主的佳績，他在2009年帶領紐約洋基隊奪得隊史上第27次職棒大聯盟世界大賽冠軍。老虎伍茲則是歷年來唯一以個人身份兩次贏得該獎項的運動員。柯特·席林雖然也是兩度獲獎，但一次與藍迪·強森併列，而另一次則為2004年波士頓紅襪隊團體獲獎時的一份子。

## 封面歷史
最多次封面運動員（1954-2009）
| 運動員           | 封面次數 |
| ---------------- | -------- |
| 麥可·喬登        | 56       |
| 穆罕默德·阿里    | 38       |
| 老虎伍茲         | 30       |
| 卡里姆·阿杜-賈霸 | 22       |
| 魔術強森         | 22       |
| 傑克·尼克勞斯    | 22       |

最多次封面運動團隊（1954-2008）
| 團隊             | 封面次數 |
| ---------------- | -------- |
| 紐約洋基隊       | 66       |
| 洛杉磯湖人隊     | 64       |
| 達拉斯牛仔隊     | 46       |
| 波士頓紅襪隊     | 44       |
| 芝加哥公牛隊     | 44       |
| 波士頓塞爾蒂克隊 | 39       |
| 洛杉磯道奇隊     | 38       |
| 芝加哥白襪隊     | 38       |
| 舊金山淘金者隊   | 34       |

最多封面的運動（1954-2009）
| Sport            | Number of covers |
| ---------------- | ---------------- |
| 職業棒球-MLB     | 628              |
| 職業美式足球-NFL | 550              |
| 職業籃球-NBA     | 325              |
| 大學美式足球     | 202              |
| 大學籃球         | 181              |
| 高爾夫           | 155              |
| 拳擊             | 134              |
| 冰上曲棍球       | 100              |
| 田徑             | 99               |
| 網球             | 78               |

### 封面帶來的詛咒
- 當美國職棒大聯盟球員艾迪·馬修斯成為第一期封面人物一個星期後，遭到傷患困擾，錯失了七場比賽。「運動畫刊詛咒」因而誕生。
- 1957年11月18日奧克拉荷馬大學贏得連續47場大學美式足球比賽，是當時最長的連勝記錄。封面大字標題寫著「為什麼奧克拉荷馬是無法打敗？」。不過在下一場比賽被聖母大學所擊敗。此外聖母大學在1953年是奧克拉荷馬取得47連勝前最後一次擊敗他們的球隊。
- 1970年12月14日，德州奧斯汀大學當時10勝0負以及有連勝30場的記錄 [2]，在棉花碗比賽出現9次漏接以11-24負於聖母大學。
- 2002年其中一期，封面標題寫關於它們帶來的詛咒，封面是一隻黑貓[3]。聖路易斯公羊四分衛庫爾特·瓦納想與黑貓一起登上封面，但遭雜誌拒絕。結果公羊隊連勝兩場，成為國聯會的冠軍。

## 副產品
- 運動畫刊兒童版 （印刷數95萬）
  - 1989年1月首度發行
  - 1991年設立
- SI.com體育新聞網站
  - 1997年6月17日啟用
  - 雜誌網路版本及CNN.com體育新聞。
- 女性運動畫刊 雜誌（最高銷量達40萬本）
  - 2000年3月首度發行
  - 2002年12月因缺乏廣告而停刊
- 校員運動畫刊雜誌
  - 2003年9月4日發行
  - 以學校運動員及針對校際比賽有興趣的讀者。
  - 在72所校園免費派發。
  - 超過100萬18至24歲讀者。
  - 由於廣告甚少，2005年12月停止發售。

## 腳註
1. ↑  (MacCambridge 1997，第17-25頁)
2. ↑  .   [2006-11-17]. （原始内容存档于2006-11-03）.
3. ↑  .   [2006-11-17]. （原始内容存档于2013-04-06）.

## 外部連結
- 官方網站（页面存档备份，存于）
- 体育画报授权的大陆中文网
- 運動畫刊兒童版 （页面存档备份，存于）